# Stendös i snö, Vordingborg
Stendös i snö, Vordingborg (tyska: Hünengrab im Winter) är namnet en oljemålning av den norske landskapsmålaren Johan Christian Dahl från 1824–1825. Den är utställd på Museum der bildenden Künste i Leipzig. 
Dahl upprepade motivet i ytterligare två målningar. År 1829 färdigställde han en större version, 173 gånger 205,5 cm, på uppdrag av kung Fredrik VI av Danmark. Den benämns Vinterlandskab ved Vordingborg och är idag utställd på Statens Museum for Kunst i Köpenhamn. En tredje mindre version (38 x 50 cm) från 1838 heter Dansk vinterlandskap med dysse och är utställd Nasjonalmuseet i Oslo. 
Norrmannen Dahl var elev vid Kunstakademiet i Köpenhamn 1811–1817. Under denna tid (1816) deltog han i en expedition med arkeologen Christian Jürgensen Thomsen på södra Själland. Stendösen Ørnehøj, som syns i förgrunden, tecknade han på plats i Bakkebølle utanför Vordingborg. Utifrån skisser utförde han flera år senare dessa oljemålningar i sin ateljé i Dresden, där han var bosatt från 1818 (med undantag för längre resor till Italien och Norge). I Dresden var han vän och granne med den stora tyske romantiske konstnären Caspar David Friedrich, vars målning Stendös i snö (1807) troligen varit en inspirationskälla. Fornlämningar var ett omtyckt motiv och återkommer i flera målningar från denna tid, till exempel Johan Thomas Lundbyes En gammal gravhög vid Raklev på Refsnæs (1839).

## Bilder

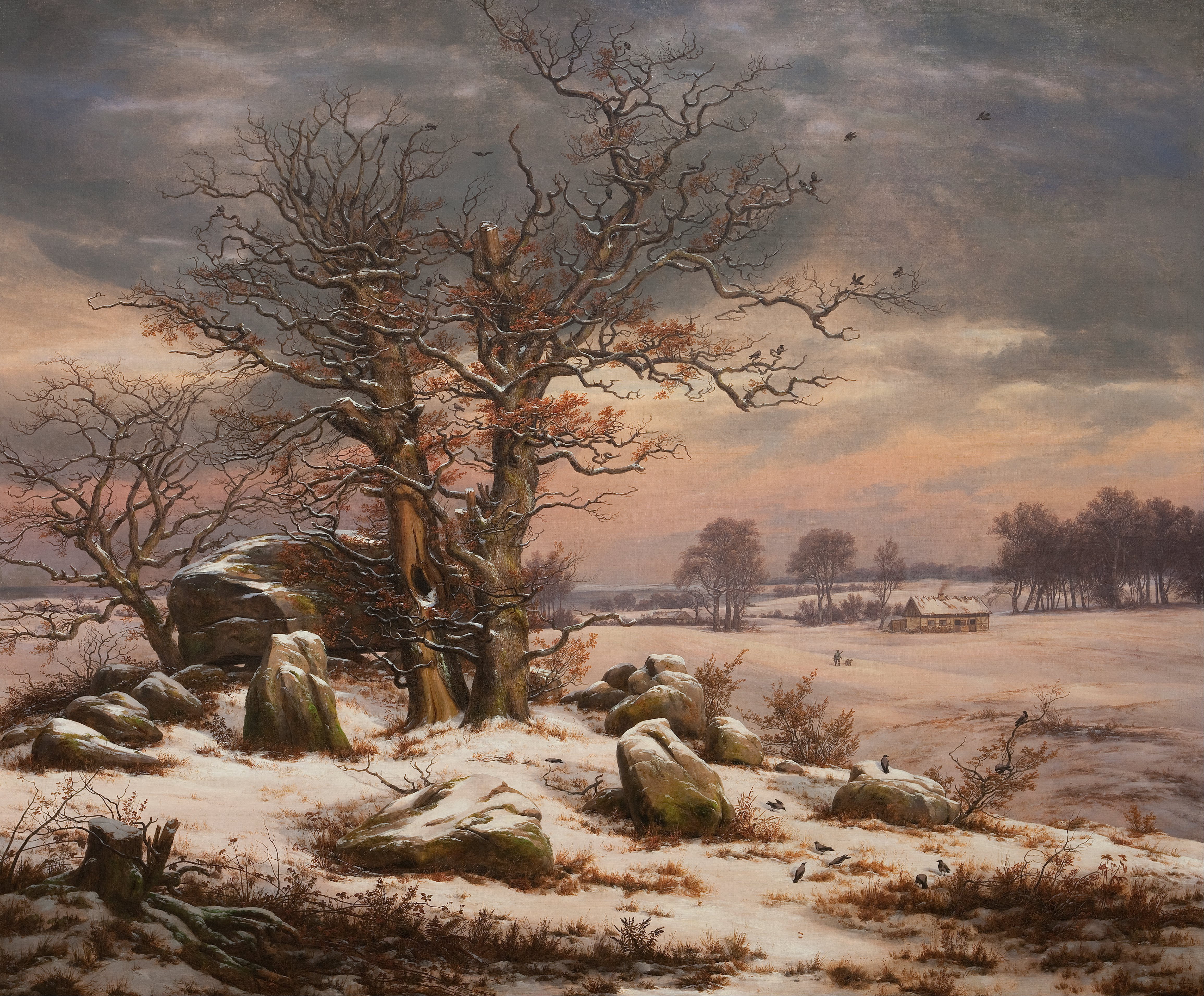
1829 års version med en storlek på 173 x 205,5 cm. Statens Museum for Kunst, Köpenhamn
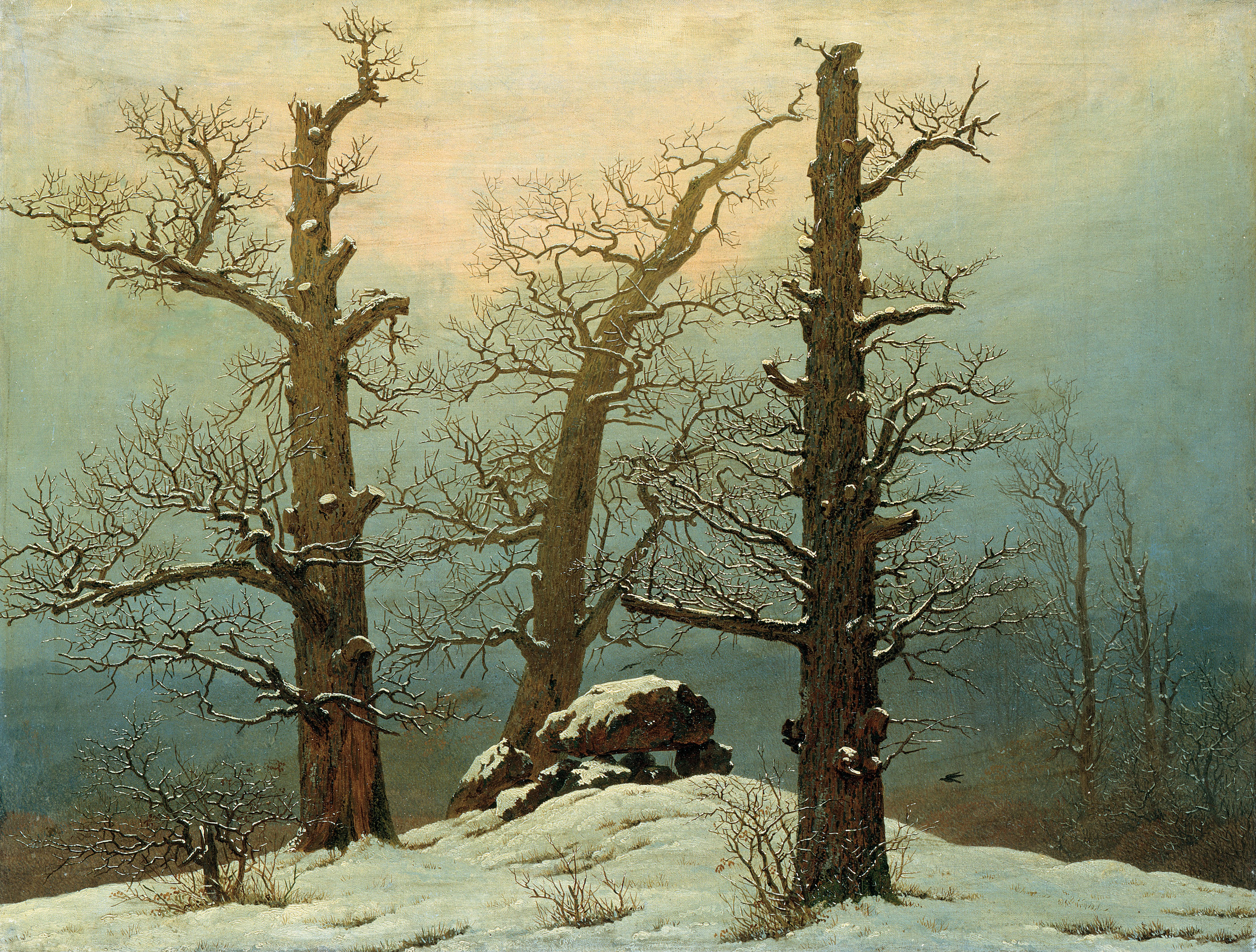
Caspar David Friedrichs Stendös i snö (1807), Galerie Neue Meister i Dresden.
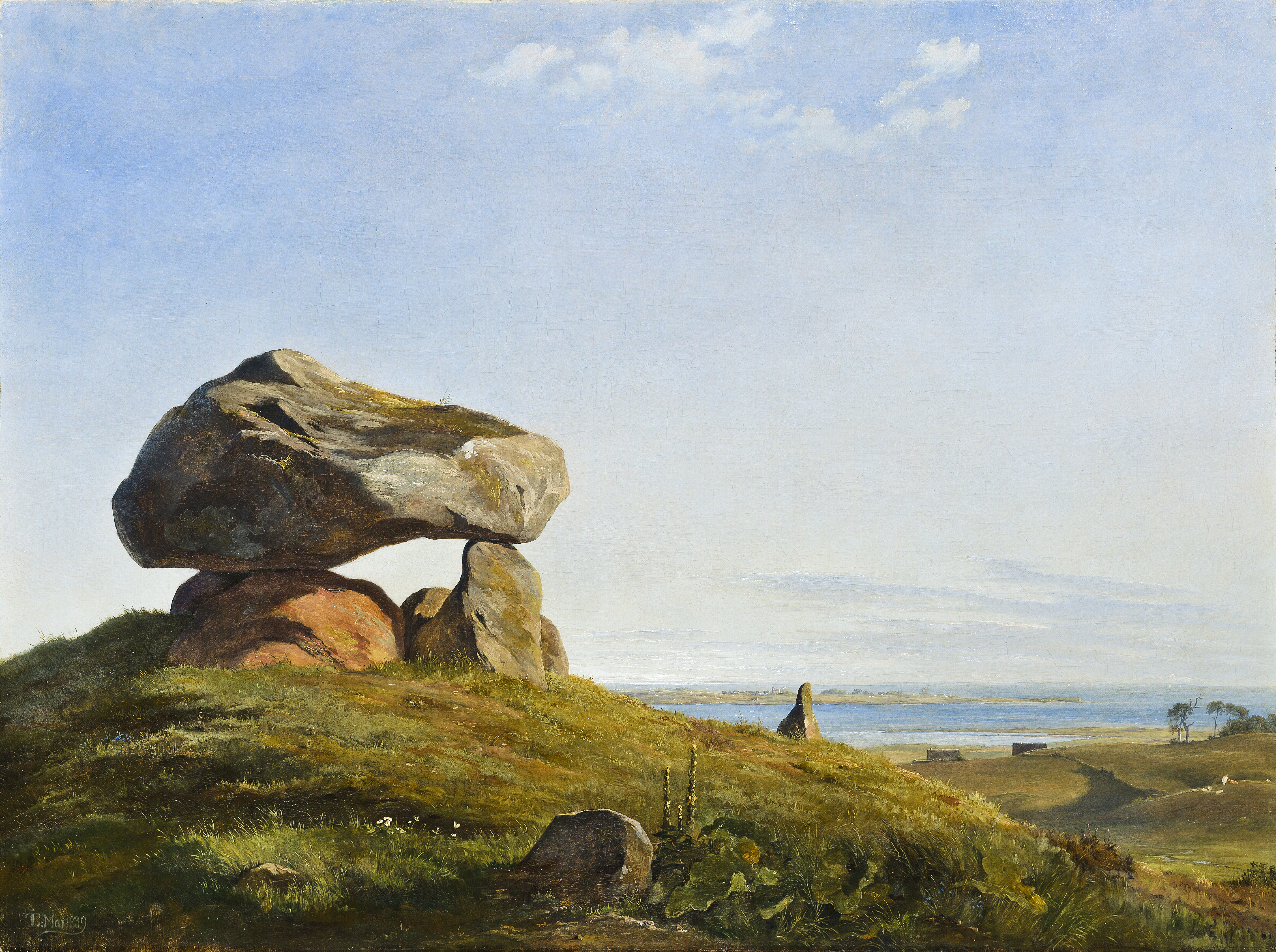
Johan Thomas Lundbyes En gammal gravhög vid Raklev på Refsnæs (1839), Thorvaldsens Museum i Köpenhamn.